# Birkerød
Birkerød anhörenⓘ ist eine Stadt auf der dänischen Insel Seeland mit insgesamt 20.853 Einwohnern (Stand 1. Januar 2023). Die Stadt gehört zur Rudersdal Kommune in der Region Hovedstaden, erstreckt sich jedoch zu kleinen Anteilen auch über die Nachbarkommunen Allerød Kommune und Furesø Kommune. Derzeit wohnen 36 Einwohner in der Kommune Allerød und vier in der Kommune Furesø.
Die Tochterfirma Kuwait Petroleum Corporation, Kuwait Petroleum Denmark AS, kurz Q8, hat ihren Hauptsitz in Birkerød, während sich das Zentralbüro im Kopenhagener Stadtviertel Ørestaden befindet.  
Birkerød unterhält eine Städtepartnerschaft mit dem färöischen Tórshavn.

## Persönlichkeiten
- Holger Begtrup (1859–1937), Theologe und Hochschullehrer
- Aage Bertelsen (1873–1945), Maler und Grönlandfahrer
- Erik Bertelsen (1912–1993), Ichthyologe
- Kåre Bluitgen (* 1959), Schriftsteller und Journalist
- Axel Boisen (* 1967), Dokumentarfilmautor, -produzent und -regisseur
- Ulla Thorbjørn Hansen (* 1966), lutherische Geistliche
- Hella Joof (* 1962), Schauspielerin, Drehbuchautorin und Regisseurin
- Sofie Carsten Nielsen (* 1975), Politikerin
- Sophie Løhde (* 1983), dänische Innen- und Gesundheitsministerin
- Kamilla Kristensen (* 1983), Handballspielerin
- Jakob Engel-Schmidt (* 1983), Politiker
- Martin Toft Madsen (* 1985), Radrennfahrer
- Mathias Kvistgaarden (* 2002), Fußballspieler